# Baix Ebre

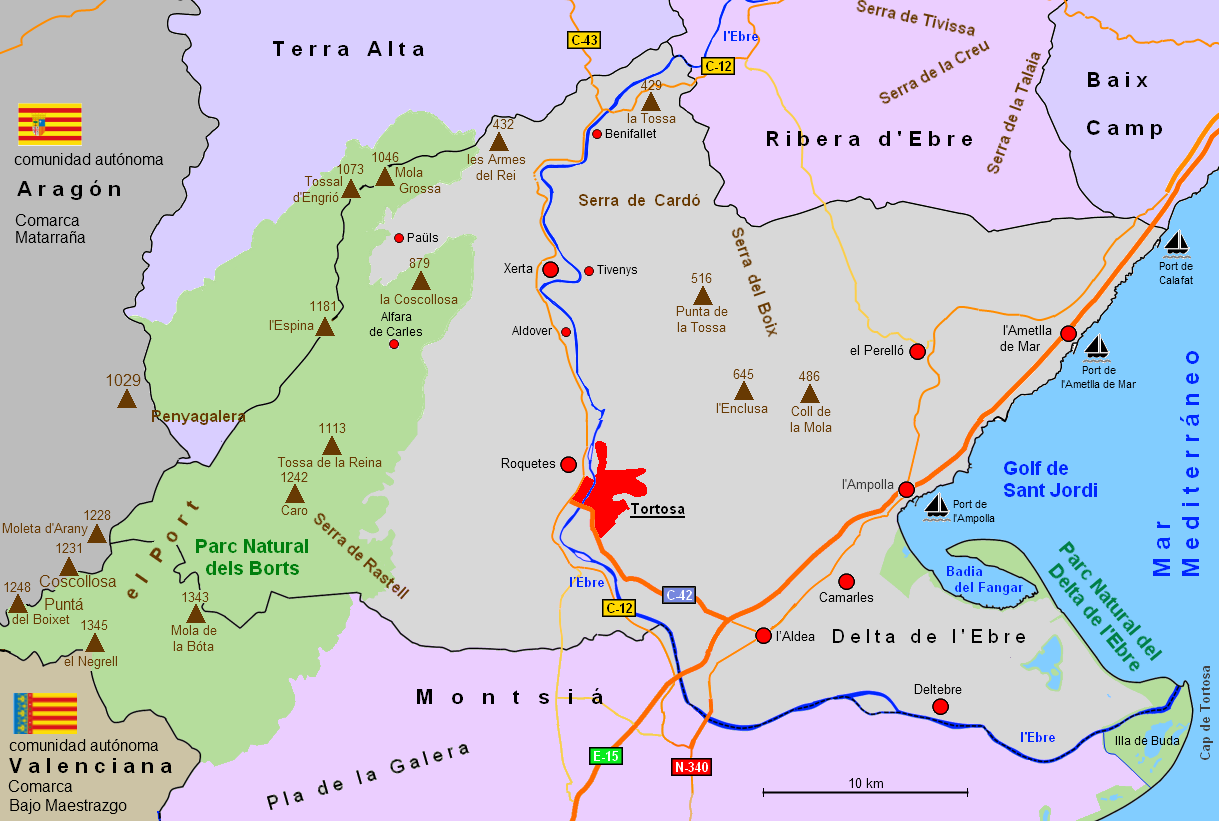
Karte Baix Ebre

Die Comarca Baix Ebre liegt in der Provinz Tarragona der Autonomen Gemeinschaft von Katalonien (Spanien). Der Gemeindeverband hat eine Fläche von 999,49 km² und 79.636 Einwohner (2022).

## Lage
Der Gemeindeverband liegt im Südwesten von Katalonien, er grenzt im Nordosten an die Comarca Baix Camp und Ribera d’Ebre, im Nordwesten an Terra Alta, im Süden an Montsià, im Westen an die Autonome Gemeinschaft von Aragonien und im Osten an die 79 km lange Küste des Mittelmeers. Zusammen mit den Comarcas Montsià, Ribera d'Ebre und Terra Alta bildet die Region das Territorium Terres de l’Ebre.
Die Comarca erstreckt sich, von Osten nach Westen betrachtet, von der Küstenebene der Costa Daurada über den Höhenzug der Sierra del Boix mit Gipfel von 600 m Höhe, dem breiten Tal des Rìo Ebro bis zum Mittelgebirge der Ports de Tortosa-Beseit, mit der höchsten Erhebung, dem Mont Caro, von 1.447 m. Der Río Ebro durchfließt den Gemeindeverband in Nord-Süd-Richtung, kurz nach der Hauptstadt Tortosa ändert der Fluss seine Richtung, fließt nach Osten und mündet in einem breiten Flussdelta ins Mittelmeer. Hier bildet der Ebro eine natürliche Grenze zur Comarca Montsià. In der Region befinden sich zwei Naturparks, der Parc Natural Delta de L’Ebre und der Parc Natural Dels Ports.

## Wirtschaft
In der Landwirtschaft werden Reis, Obst, Gemüse, Getreide, Mandeln und Oliven angebaut. Nahrungsmittel-, Möbel- und chemische Industrie sind von Bedeutung. Eine immer wichtigere Funktion nimmt der Tourismus ein.

## Gemeinden
| Gemeinde          | Einwohner (2024) | Fläche km² | Dichte Einw./km² | Cod INE | Postleitzahl |
| ----------------- | ---------------- | ---------- | ---------------- | ------- | ------------ |
| L’Aldea           | 4.471            | 30,18      | 148              | 43904   | 43896        |
| Aldover           | 880              | 20,26      | 43               | 43006   | 43591        |
| Alfara de Carles  | 361              | 64,06      | 6                | 43008   | 43528        |
| L’Ametlla de Mar  | 7.373            | 67,14      | 110              | 43013   | 43860        |
| L’Ampolla         | 3.681            | 35,67      | 103              | 43906   | 43895        |
| Benifallet        | 718              | 62,20      | 12               | 43025   | 43512        |
| Camarles          | 3.392            | 29,80      | 114              | 43903   | 43894        |
| Deltebre          | 11.951           | 103,48     | 115              | 43901   | 43580        |
| Paüls             | 544              | 43,72      | 12               | 43102   | 43593        |
| El Perelló        | 2.907            | 100,62     | 29               | 43104   | 43519        |
| Roquetes          | 8.369            | 137,23     | 61               | 43133   | 43520        |
| Tivenys           | 936              | 53,50      | 17               | 43149   | 43511        |
| Tortosa           | 35.265           | 219,15     | 161              | 43155   | 43500        |
| Xerta             | 1.156            | 32,48      | 36               | 43052   | 43592        |
| Comarca Baix Ebre | 82.004           | 999,49     | 82               | –       | –            |